# Oinousses (kommunhuvudort i Grekland)
Oinousses (franska: Inousses) är en kommunhuvudort i Grekland.   Den ligger i prefekturen Chios och regionen Nordegeiska öarna, i den östra delen av landet, 230 km öster om huvudstaden Aten. Oinousses ligger 45 meter över havet och antalet invånare är 792.
Terrängen runt Oinousses är platt åt sydost, men åt nordväst är den kuperad. Närmaste större samhälle är Chios, 17,9 km söder om Oinousses. 